# ابوالفرج بن طیب
اَبوالْفَرجْ اِبنِ طَیب مترجم، پزشک و فیلسوف مسیحی نسطوری بود. از زندگی و تحصیلات او اطلاع کمی در دست است. ابن العدیم او را اهل انطاکیه می‌داند و منابع متأخرتر به او نسبت «عراقی» داده‌اند. ابوالفرج در زمان پادشاهی عضدالدوله دیلمی، سال‌ها در بیمارستان عضدی به تدریس و معالجه اشتغال داشت.
از شاگردان ابن خمار بود و از ابن زرعه و دیگر اساتید عراق آموخته بود. در فلسفه بیشتر پیرو ارسطو بود گرچه تحت تأثیر فلسفه نوافلاطونی هم بود و در طب اغلب از جالینوس و بقراط بهره می‌برد. تعدادی از شاگردانش به فلاسفه و طبیبان سرشناسی بدل شدند و از معروف‌ترین آنان ابن بطلان است. ابن سینا آثار او در طب را می‌ستود ولی آموزه‌های فلسفی او را نقد می‌کرد. بیهقی نقدهای ابن سینا از ابن طیب را در اثر حس رقابت می‌دانست.
ابوالفرج بن طیب به آیین مسیحیت پای‌بند بود و در میان روحانیان نسطوری جایگاه داشت و آثار فراوانی در باب فلسفه و فقه مسیحی نوشته است؛ از جمله تفسیری به نام فردوس النصرانیه که او بر کتاب مقدس نوشت. وی همچنین آثار فراوانی را از زبان سریانی به عربی ترجمه کرد.

## نام و نسب
ابوالفرج عبدالله بن طیب که اختصاراً به او «ابن الطیب» نیز گفته‌اند، با نام‌های گوناگون دیگری نیز در تاریخ ثبت شده است؛ از جمله «عبدالله بن علی بن ابی عیسی الشمّاس العبادی»  در زبان لاتین قرون وسطایی نیز اسم او را به صورت «Abulpharagius Abdalla Benattibus» (ابوالفرجیوس عبدالله بن‌اطیبوس) می‌نوشتند. پدرو گالگو نیز در سدهٔ سیزدهم میلادی نام او را به شکل «Abenfarag» درج کرده است.
در کتاب ابن العدیم، محل تولد ابوالفرج شهر انطاکیه ثبت شده است ولی او از هیچ منبعی برای این ادعا نام نبرده است. نسبت او العراقی یا الاراکی نوشته شده است. برخی از منابع با توجه به این نسبت، محل تولد ابوالفرج را عراق فرض کرده‌اند. ولی این انتساب در هیچ‌یک از منابع قرون میانه نیامده است.

## منبع‌شناسی
از زندگی و تحصیلات ابوالفرج عبدالله بن طیب اطلاع مختصری در دست است. مهم‌ترین منبع شناخت ما از ابوالفرج، فرهنگ زندگی‌نامه‌ای به نام عیون الأنباء فی طبقات الأطباء است که ابن ابی‌اصیبعه در نیمهٔ سدهٔ هفتم هجری تألیف کرد.

## استادان و شاگردان

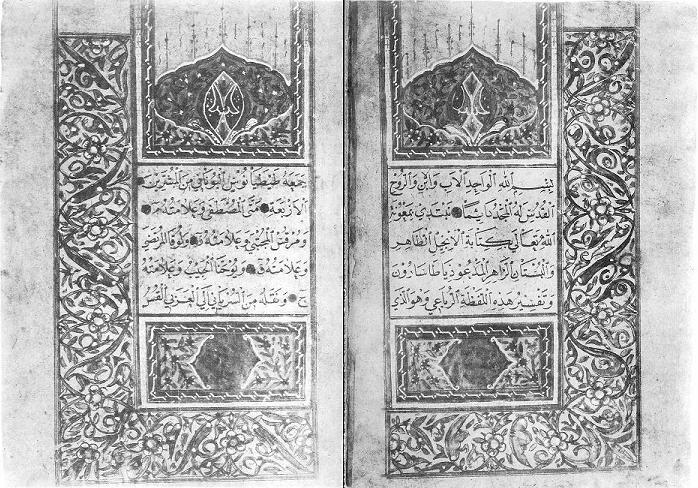
مقدمهٔ انجیل‌های چهارگانه به زبان عربی، ترجمه شده از زبان سریانی توسط ابوالفرج عبدالله بن طیب در قرن یازدهم میلادی

ابن ابی‌اصیبعه در گزارشی ابن خمار را به عنوان استاد او یاد کرده است و ابوالفرج فلسفه و طب را از ابن خمار آموخته است. اما بنا بر آثارش، به نظر می‌رسد که وی بیشتر در دیرها و مدارس نسطوری عراق به تحصیل علوم و به خصوص فلسفه پرداخته باشد. از این رو، منابع متأخر از ابن زرعه به عنوان استاد او نام می‌برند. در زمان حکومت عضدالدوله دیلمی (ح. ۹۷۸–۹۸۳)، ابوالفرج مدت‌ها در بیمارستان عضدی بغداد مشغول تدریس طبابت و معالجهٔ بیماران بود و شاگردانی همچون ابن بطلان، علی بن عیسی کحال، ابوالحسین بصری و ابن اثردی داشت که خود دانشمندانی برجسته شدند. شهرت ابوالفرج بدانجا رسید که از سرزمین‌های دیگر برای آموختن دانش نزد او می‌شتافتند.

## امور علمی
آن گونه که شاگرد ابوالفرج (ابن بطلان) می‌نویسد، او ۲۰ سال سرگرم شرح و بررسی رسالات مابعد الطبیعهٔ ارسطو بود. به روایت ابن ابی اصیبعه، ابن سینا که معاصر ابوالفرج بوده، او را در طب ستوده، ولی آثار فلسفی او را نکوهش کرده است. به نقل از بیهقی بوعلی سینا پس از مدتی ستایش از دانش ابوالفرج در طب، سرانجام با اشاره به برخی رسائل وی، او را در این فن کم‌مایه شمرده است. بیهقی اشاره دارد که شاید این نظر ابن‌سینا ناشی از رقابتش با ابوالفرج بوده باشد.
 دائرة المعارف بزرگ اسلامی نوشته است ابوالفرج به زبان‌های لاتین، یونانی، سریانی و عربی تسلط داشت. ولی دانشنامه فلسفه قرون وسطی به تسلط ابوالفرج به عربی و سریانی بسنده کرده و احتمال می‌دهد او با یونانی هم آشنایی داشته بوده باشد.
بیشتر تألیفات او شرحی بر کتاب‌های فلسفی، منطقی و طب از ارسطو، جالینوس و بقراط است. نشانه‌هایی وجود دارد که ابن طیب از فشار فکری دچار فروپاشی عصبی شده است. 

### فلسفه
در فلسفه، ابن طیب ارسطویی بود، هرچند که به شدت تحت تأثیر نوافلاطونیانی مانند پورفیری، آمونیوس هرمیه، المپیودوروس کهتر، سیمپلیکوس کیلیکیه، جان فیلوپونوس و الیاس قرار داشت. او گاهی به عنوان آخرین حلقهٔ زنجیرهٔ سنت طویل مسیحی ارسطویی در بغداد پس از حنین بن اسحاق، اسحاق بن حنین، متی بن یونس و یحیی بن عدی در نظر گرفته می‌شود. فیلسوفان مسلمان ابن سینا و ابن رشد و فیلسوف یهودی ابن میمون همگی با فلسفه او آشنا بودند.
او بر کل ارغنون ارسطو شرح‌هایی نوشت، اما تنها شرح کامل آن بر مقولات باقی مانده و تنها چکیده‌ای از شرح بر آنالوطیقای اول باقی مانده است. او همچنین شرحی بر ایساغوجی پورفیری نوشت که خود مقدمه‌ای بر مقولات بود. روی هم رفته، به نظر می‌رسد این پروژه ارسطویی به عنوان یک برنامه درسی برای آموزش منطق طراحی شده است. شرح‌های او چندان بدیع نیستند. از نظر ساختار و محتوا، آن‌ها بسیار نزدیک به شرح‌های المپیودوروس هستند و از آن پیروی می‌کنند. ابن طیب از الگوهای خود نظام‌مندتر است و تلاش می‌کند تا یک سیستم ارسطویی را منحصراً از متون ارسطو برسازد. تفسیرهای او از ارسطو هرگز از مفسران دیگر گرفته نشده، بلکه همیشه منحصراً از متون ارسطویی گرفته شده است.
تفسیر ابن طیب بر ماورء الطبیعه (متافیزیک)، که ابن بطلان به آن اشاره کرده است، از بین رفته است. یادداشت‌هایی از سخنرانی‌های او در مورد فیزیک ارسطو توسط البصری نگهداری می‌شد. اگرچه این یادداشت‌ها عمدتاً خلاصه‌ای از استدلال‌های ارسطو هستند، اما ابن طیب در این استدلال که حرکت اول محرک اول باید آفرینش از هیچ (خَلق) بوده باشد، با ارسطو تفاوت داشت. تفسیر ابن طیب بر تاریخ حیوانات تنها در یک ترجمه عبری باقی مانده است که در میان یهودیان اسپانیای قرون وسطی رایج بود. تنها چند سؤال از اثر اصلی به زبان عربی باقی مانده است. بدیهی است که این تفسیر بر ویرایش حنین بن اسحاق از متن ارسطو متکی بوده است.  پدرو گایگو در کتاب حیوانات خود در قرن سیزدهم میلادی از این کتاب به عنوان منبع یاد کرده است.
ابن طیب، کتاب قوانین افلاطون را به اختصار و با عباراتی دیگر بیان کرد، اگرچه او از خلاصه‌های آثار افلاطون، چه آثار جالینوس و چه آثار فارابی، استفاده می‌کرد. سخنرانی‌ای در مورد اقتصاد ارسطویی به ابن طیب نسبت داده شده است. او همچنین چند رساله اخلاقی نوشت، از جمله شرحی بر ترجمه عربی تابولا سبتیس اثر ابن مسکویه. او همچنین کتاب شبه‌ارسطویی در باب فضایل و رذایل را از سریانی ترجمه کرد.

### طبابت
ابن طیب چندین رساله پزشکی، از جمله شرح‌هایی بر آثار بقراط و جالینوس، نوشت.
او مجموعه‌ای به نام  ثمار نوشت که شرحی بود بر مجموعهٔ شانزده جلدی جوامع اسکندرانیین که آثار جالینوس را در بر می‌گرفت و اساس برنامهٔ درسی مدرسهٔ طب اسکندریه را تشکیل می‌داد.  همچنین رساله فی القواء الطبیعه شرحی از ابن طیب بر کتاب در باب نیروهای طبیعی اثر جالینوس است که بعداً ابن سینا یک «ردیه» بر آن نوشت و این دو اثر اغلب در کنار هم کتابت و نسخه‌برداری می‌شدند.

## امور مذهبی
ابوالفرج به آیین مسیحیت بسیار پای‌بند بود و از روحانیان نسطوری محسوب می‌شد. او در زمان دو پاتریارک، یوحنا بن نازوک (بطریق مدائن در ۱۰۱۲/۱۳–۱۰۲۰/۲۲)، و الیاس یکم (جاثلیق بغداد در ۱۰۲۸–۱۰۴۹) مقام کاتبِ جاثلیق داشت و مسئول شورایی بود که الیاس یکم انتخاب کرد و به عنوان منشی دومی، اثر دفاعی ایلیا نصیبینی را تأیید کرد. طبق گفتهٔ ابن عبری که در قرن سیزدهم میلادی کتاب خود را نوشته، ابوالفرج یک راهب بود، اما تطبیق رهبانیت با حرفهٔ او به عنوان پزشک دشوار است.

### تفسیر
ابن طیب «برجسته‌ترین مفسر کتاب مقدس به زبان عربی است» و «بزرگ‌ترین مجموعه‌های تفسیر مسیحی در ادبیات عربی» را پدیدآورده است. او تفسیر مختصری از کتاب مقدس به نام فردوس النصرانیه (بهشت مسیحی) نوشت و به شدت از منابع سریانی مانند اسکولیون تئودور بار کونی، پرسش‌های منتخب ایشوع بر نون و تفاسیر ایشوع‌داد مروی و موشه بار کفا در نگارش آن بهره برده است. این اثر به‌طور گسترده منتشر شد و کلیساهای قبطی و اتیوپی را با سنت تفسیری کلیسای شرق آشنا کرد. در اتیوپی، این اثر به زبان گعز و متعاقباً به زبان امهری ترجمه شد. این اثر بر تفاسیر امهری آندمتا بسیار تأثیرگذار بود.
او علاوه بر فردوس النصرانیه، تفاسیر جداگانه‌ای بر مزامیر و اناجیل نوشت. برای مورد اول، او مزامیر را از پشیتا سریانی به عربی ترجمه کرد. او تفسیری بر رساله‌های پولس و رساله‌های عمومی آغاز کرد، اما اکنون از بین رفته است. به نظر می‌رسد که این سه تفسیر جداگانه برای ادغام در فردوس النصرانیه خلاصه شده‌اند. اگرچه آثار تفسیری او طولانی‌ترین آثاری هستند که او در مورد موضوعات مذهبی نوشته است، اما هنوز تا حد زیادی ویرایش نشده و منتشر نشده‌اند. فقط تفسیر پیدایش در فردوس النصرانیه ویرایش انتقادی شده است. بخش آغازین مقدمه فردوس النصرانیه از بین رفته است.
تفسیر ابن طیب به سنت‌های مکتب انطاکیه تعلق دارد و بر تفسیر تحت‌اللفظی، اخلاقی و تاریخی تأکید می‌کند. بر اساس مقدمهٔ تفسیر او بر انجیل‌ها، هدف او حفظ سنت تفسیری سریانی در زبان عربی بوده است. به نظر می‌رسد این انگیزه‌ای در تمام نوشته‌های تفسیری او بوده است. به همین دلیل، او بیش از یک مفسر اصیل، یک گردآورنده و تلفیق‌کننده بود. وقتی او به پدران یونانی مانند تئودور موپسوستیا و جان کریسوستوم تکیه می‌کند، به نظر می‌رسد که از تألیفات دیگر بهره می‌برد.

### الهیات و حقوق شرعی
ابن طیب بیش از دوازده رساله در الهیات نوشت. شاهکار الهیاتی او مقالة فی الاصول الدینیة بود. این اثر از بین رفته است و تنها شرحی از محتوای آن باقی مانده است. المؤتمن بن العسال نقل می‌کند که ابن طیب یک الهیات نظام‌مند چهارده فصلی (احتمالاً ۱۴ «مقاله») و رساله‌ای در باب مسیح‌شناسی به نام کتاب الاتحاد نوشته است. ابن طیب با وجود حضورش در میان مسلمانان، هرگز در آثار کلامی خود از اسلام نام نمی‌برد. تأکید او بر وحدتِ تثلیث ممکن است به دلیل تمایل به دفاع در برابر اتهامات اسلامی مبنی بر سه‌خدایی (شِرک) باشد.
او به الهیات سنتی کلیسای شرق پایبند بود و ردیه‌ای بر کسانی که می‌گویند مریم مادر خداست نوشت و عنوان تئوتوکوس را برای مریم، مادر عیسی، انکار کرد. او همچنین در قول فی العلم و المعجزه دفاعیه‌ای از عقل‌گرایی کلامی نوشت.
او رساله‌ای در مورد قانون شرع کلیسای شرق، به نام فقه نصرانیهنوشت. این مجموعه به قوانین شوراهای نیقیه و خلقیدون، شوراهای کلیسای شرق که توسط پاتریارک تیموتی یکم جمع‌آوری شده بود و شوراهای بعدی تا زمان خودش استناد می‌کرد. او همچنین از مجموعهٔ حقوقی سریانی جبرئیل بصره مربوط به اواخر قرن نهم به‌طور گسترده استفاده کرد. این اثر به صورت موضوعی فهرست‌بندی شده بود. مباحث آن شامل نامزدی، ازدواج، قیمومیت، مالیات، بدهی، اسناد و ارث است. اهمیت این مباحث در این واقعیت نهفته بود که اهل ذمه مسیحی مجاز به قضاوت در مورد این مسائل در بین خود بودند، اما اختلاف نظر می‌توانست منجر به طرح دعاوی در دادگاه‌های اسلامی شود. او همچنین پاسخی کوتاه به پرسشی در مورد پایان ازدواج و طلاق نوشت.
احتمالاً ترجمه عربی دیاتسارون از اثر سریانی تاتیان توسط ابن طیب انجام شده است.

## درگذشت
در مورد تاریخ درگذشت ابوالفرج اختلاف نظر وجود دارد. آن گونه که جمال‌الدین قفطی در اوایل سدهٔ سیزدهم میلادی نوشته، او در حوالی سال‌های ۴۲۰ و ۴۳۵ هجری درگذشته که مطابق ژانویه ۱۰۲۹ تا ژوئیه ۱۰۴۴ میلادی است. ولی بنا بر گزارش ابن عبری، او در یکم تشرین سال ۱۳۵۵ سلوکی درگذشته است که مطابق با اکتبر ۱۰۴۳ میلادی است. در سدهٔ چهاردهم میلادی هم صلیبا بن یوحنا تاریخ درگذشت او را به سنهٔ ۴۳۴ هجری ثبت کرد که برابر با اوت ۱۰۴۲ تا ۱۰۴۳ میلادی است. بنا بر گزارش متأخر، ابوالفرج در دیر دُرتا در نزدیکی بغداد به خاک سپرده شد.
پس از مرگ او، در شهر قاهره بین شاگردش ابن بطلان و علی بن رضوان بحثی درگرفت در مورد این که آیا یک دانشجوی پزشکی باید فقط از طریق کتاب‌ها بیاموزد یا از طریق استاد نیز؟ ابن بطلان در این بحث از نقش استاد خود دفاع کرد.

## فهرست آثار موجود
بیش از چهل اثر از ابن طیب امروزه شناخته شده هستند که تمامی این موارد شناسایی شده به زبان عربی است. سمیر خلیل سمیر خاطرنشان می‌کند که ابن طیب در تمام آثارش در هر ژانری، مقدمه یا پیشگفتار خود را همواره به شیوه‌ای مشابه مجموعه‌ای از پاسخ‌ها به هفت سؤال ضمنی ساختار می‌دهد: چه کسی آن را نوشته، برای چه کسی، برای چه هدفی و… 
بیش از ۱۰۰ کتاب و رساله به ابوالفرج نسبت داده‌اند که مهم‌ترین مواردی که امروز نسخه‌هایی از آن‌ها باقی مانده، عبارتند از:
- تفسیرالاخلاط  بقراط که نسخه‌ای از آن در بیروت موجود است
- تفسیر انالوطیقای اول ارسطو. نسخه‌ای از آن در کتابخانهٔ ایندیا آفیس موجود است
- تفسیر اناجیل اربعه، که نسخ متعددی از آن در دست است و یوسف منقریوس قبطی آن را در ۲ جلد در مصر (۱۹۰۸ و ۱۹۱۰ م) منتشر کرده است
- تفسیر ابیدیمیا اثر بقراط. نسخه‌ای از آن در حلب موجود است
- تفسیر ایساغوجی، که به غلط به فارابی نسبت داده شده بود و اشترن مؤلف واقعی آن را شناساند. این تفسیر در ۱۹۷۵ توسط کوامی جیکی در بیروت منتشرشد
- تفسیر تدبیر الاصحاء جالینوس. نسخه‌ای از آن در لیدن موجود است
- تفسیر حیلة البرء جالینوس. نسخه‌هایی از آن در لیدن و حلب موجود است
- تفسیر سفر تکوین تورات، که در ۱۹۶۸ به ویرایش و ترجمهٔ ساندرز در آمریکا منتشر شده است
- تفسیر الصناعة الصغیرة اثر جالینوس، یا الصناعة الطبیة، که نسخه‌ای از آن در موزهٔ لندن موجود است
- تفسیر طبیعة الانسان بقراط، که به ویرایش عبدالرحمن بدوی در ۱۹۶۴–۱۹۶۵ در قاهره منتشر شده است
- تفسیر الفصول بقراط. نسخه‌ای از آن در حلب موجود است
- تفسیر قاطیغوریاس (مقولات) ارسطو، نسخه‌هایی از آن در کتابخانهٔ ایندیا آفیس و قاهره موجود است
- تفسیر الاسطقسات جالینوس، یا کتاب فی الاسطقسات علی رأی بقراط، که جالینوس آن را نوشته است. نسخه‌ای از این کتاب در پاریس موجود است
- تفسیر کتاب التشریح الصغیر جالینوس، که نسخه‌ای از آن در بانکی‌پور موجود است. نسخهٔ دیگری با عنوان تفسیر مقالات جالینوس فی التشریح، حاوی ۵ مقاله که در کتابخانهٔ مرکزی دانشگاه تهران موجود است. نسخهٔ بانکیپور نیز دارای ۵ مقاله با نام‌های «فی العظام»، «فی العضل»، «فی‌العصب»، «فی تشریح العروق غیر الضوارب» و «فی هیئة الشرائین» است. برخی از فهرست‌نگاران این عناوین را آثاری مستقل به‌شمار آورده‌اند
- تفسیر النبض الصغیر جالینوس. نسخه‌هایی از این رساله در مانیسا، بریل و پرینستون موجود است
- تکمله بر کتاب النبات ارسطو. نسخه‌ای از آن در مجموعهٔ کتاب النکت والثمار الطبیة والفلسفیهٔ ابوالفرج در اسکوریال موجود است
- ثمار جوامع القوی الطبیعیهٔ جالینوس. نسخه‌ای از آن در کتابخانهٔ کوپریلی موجود است
- ثمار جوامع کتاب الاسطقسات جالینوس. نسخه‌ای از آن در کتابخانهٔ کوپریلی موجود است
- ثمار کتاب فی التریاق جالینوس. نسخه‌ای از آن در نور عثمانیه موجود است
- ثمار مقالة ارسطوطالیس فی تدبیر المنزل. نسخه‌ای از آن در مجموعهٔ کتاب النکت والثمار الطبیة والفلسفیة ابوالفرج در اسکوریال موجود است
- ثمرة کلام ابقراط فی المولود لثمانیة اشهر. نسخه‌ای از آن در مجموعهٔ کتاب النکت والاثمار ابوالفرج در اسکوریال موجود است
- شرح ثمار المسائل حنین بن اسحاق. نسخه‌ای از آن در توپکاپی موجود است
- شرح طبیعات ارسطو، که در کتاب الطبیعهٔ ارسطو به کوشش عبدالرحمن بدوی چاپ شده است
- شرح کتاب المزاج جالینوس. نسخه‌ای از آن در کتابخانه ملی فرانسه موجود است که در حیات مؤلف کتابت شده و نسخه‌ای نیز در حلب وجود دارد
- فردوس البیعة یا فردوس النصرانیة یا فردوس الارثوذکسیة، که شرح کتاب عهدین است، نسخه‌ای از آن در ۲ مجلد در واتیکان موجود است
- فقه النصرانیة الجامع للقوانین البیعیة و المجامع الشرقیة والغربیة، توسط هونر باخ و اشپیس همراه با ترجمهٔ آلمانی آن در ۱۹۵۶–۱۹۵۷ م در لوون چاپ شده است
- مقالة فی التثلیث والتوحید، که توسط ژرار تروپو در مجلهٔ انستیتو فرانسوی دمشق چاپ شد
- فی العلم والمعجز، که در ۱۹۲۶ توسط پل اسباث در قاهره چاپ شد
- مقالة فی القوی الطبیعیة. نسخه‌هایی از آن در تهران، استانبول، بغداد و کتابخانه‌های دیگر موجود است. گویا همین رساله را که محتملاً همان القوی الاربعه اوست و دربارهٔ کنش قوای جاذبه و ماسکه و دافعه و هاضمه نوشته شده بوده، ابن سینا این کتاب را خوانده و بر آن ردیه‌ای با عنوان مقالة فی الرد علی مقالة الشیخ ابی الفرج بن الطیب نوشته است
- ملتقطات، رساله‌ای کوچک حاوی گفتاوردهای ابوالفرج. نسخه‌ای از آن در مانیسا موجود است
- النکت والثمار الطبیة و الفلسفیة، مجموعه‌ای از رسائل مختلف ابوالفرج که در برخی از منابع معاصر هر یک از آن رساله‌ها اثری مستقل شمرده شده است. به برخی از این رسالات پیش‌تر اشاره شد. نسخه‌هایی از این مجموعه در نور عثمانیه و اسکوریال و منتخبی از آن در کالیفرنیا موجود است.[۱]